# Hallennes-lez-Haubourdin
Hallennes-lez-Haubourdin é uma comuna francesa na região administrativa de Altos da França, no departamento do Norte. Estende-se por uma área de 4.35 km². Em 2010 a comuna tinha 4 765 habitantes (densidade: 1 095,4 hab./km²).